# Latarnia morska Utö

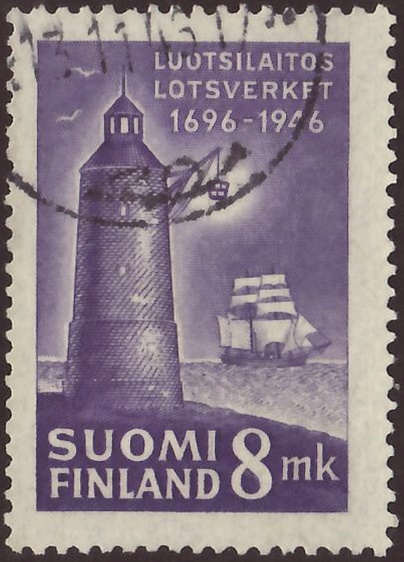
Latarnia na fińskim znaczku pocztowym z 1946 roku

Latarnia morska Utö (fiń. Utön majakka) – latarnia morska na wyspie Utö o wysokości 23,8 m. Została zbudowana w 1814 roku i jest najstarszą latarnią morską w Finlandii.

## Historia latarni
Już w średniowieczu wyspa była znana jako dobry punkt orientacyjny. W XVI wieku rozpalano tam ogniska sygnałowe, mające na celu prowadzenie marynarzy. Pierwszą latarnię wybudowano już w 1753 roku, jednakże została ona zniszczona w czasie wojny rosyjsko-szwedzkiej. W 1814 roku w tym samym miejscu postawiono nową, istniejącą do dziś. W 1841 roku w środku zbudowano kapliczkę, a w 1935 roku w latarni zastosowano elektryczne źródło światła. Światło latarni sięga 33 km w głąb morza.